# 蒼蠅座R
蒼蠅座R，又名CP-68 1731，HD 110311、SAO 251996、HR 4820，是蒼蠅座的一颗恒星，视星等为6.33，位于銀經302.1，銀緯-6.55，其B1900.0坐标为赤經12h 35m 58.4s，赤緯-68° -6.55′ 31″。